# Aeropostal

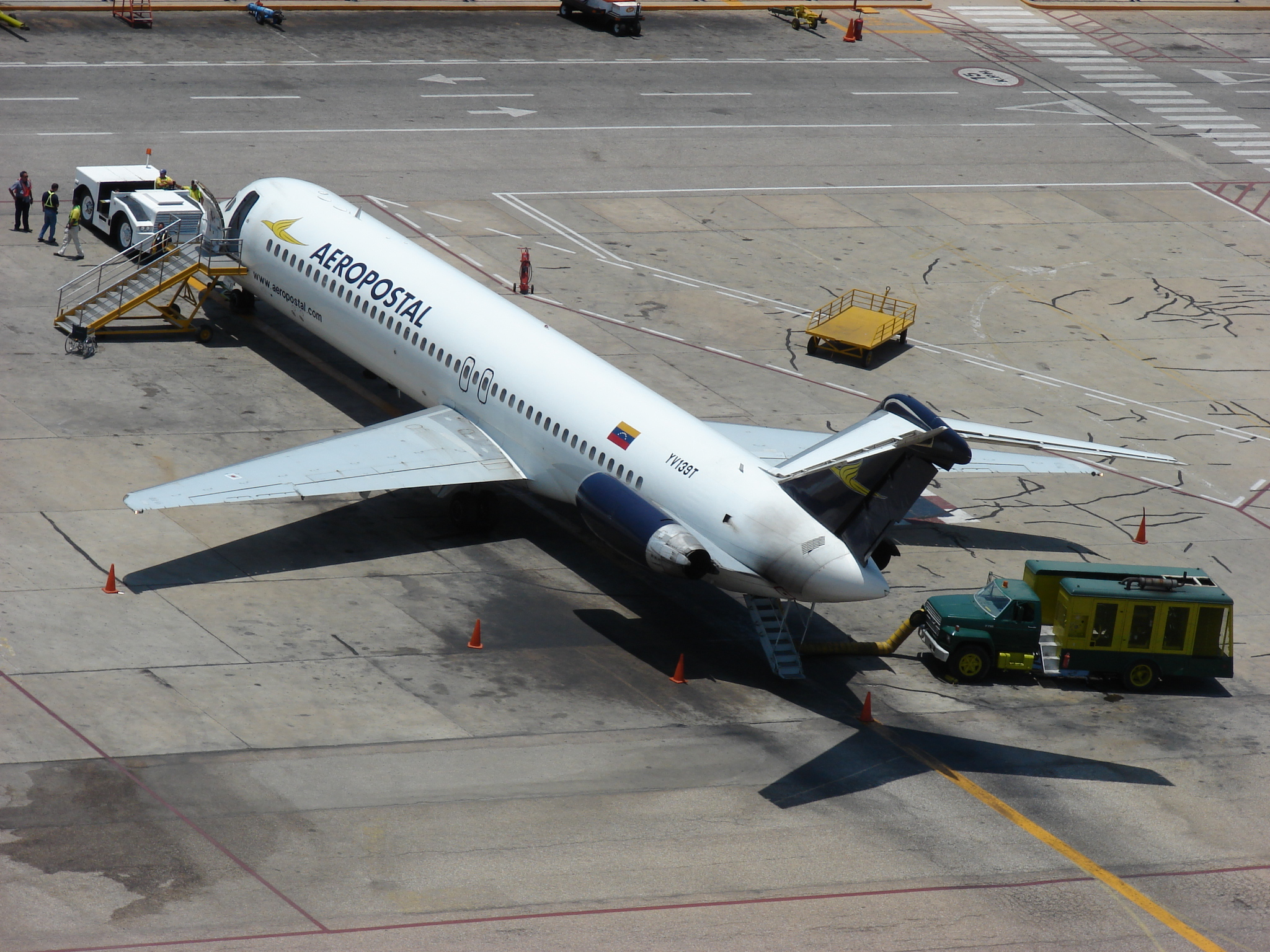
Avión DC-9-51 de la flota de Aeropostal.

Aeropostal es una línea aérea venezolana con sede en el Aeropuerto Internacional de Maiquetía Simón Bolívar, fundada por Marcel Bouilloux-Lafont.
Los primeros vuelos de la aerolínea fueron realizados por tres aviones Latécoère 28 y, ocasionalmente, también se utilizaron Latécoère 26. Aeropostal es la aerolínea más antigua del país. Fue fundada como Línea Aeropostal Venezolana a partir de la compra por el Gobierno Nacional de la Compañía General Aeropostal Francesa, en 1933. Empezó a volar desde el Aeropuerto de Boca de Río (hoy Aeropuerto Nacional Florencio Gómez o Base Sucre) o el extinto Aeropuerto Parque Aragua (hoy en la actualidad: en las inmediaciones del Edificio Hexagonal Seguros Adriática, Hiper Jumbo, C.C. Parque Aragua, y la Urbanización Base Aragua, aquí también alberga al oeste está es el famoso Museo Aeronáutico de Venezuela) de Maracay, y su destino hacia el famoso aeropuerto venezolano: el Aeropuerto Internacional "Grano de Oro" de Maracaibo en 1929.

## Historia
Aeropostal fue fundada el 3 de julio de 1929 cuando el Gobierno Venezolano otorgó la concesión a la Compañía General Aeropostal Francesa de operar en Venezuela.
En 1933 sus acciones fueron compradas por el Estado Venezolano creando La Línea Aeropostal Venezolana (LAV). Así la flota de Latécoère 26 y 28 fue sustituida por una de Fairchild 82B. Los primeros vuelos fueron entre Maracay y Maracaibo, y entre Maracay y Ciudad Bolívar.
Durante años 30 se adquieren aparatos Lockheed 10 Electra y Lockheed 18 Lodestar, y en 1938 llegan los Douglas DC-3. Para 1940, Aeropostal ya volaba a 40 pueblos de Venezuela.
Para la posguerra, los Lockheed 10 y 18 fueron sustituidos por los Douglas DC-3 y 2 Martin 2-0-2. También llegan unos Douglas DC-4. Los primeros vuelos internacionales empezaron en 1945 a Boa Vista al norte de Brasil, en 1946 empiezan los vuelos a Aruba.
En 1948 se adquiere  1 Lockheed L-749 Constellation para vuelos sin escalas a Nueva York y más tarde a Bogotá y Lima en 1952.
En 1953 empiezan vuelos a Panamá y a mediados de esa década empiezan servicios transatlánticos. Entre 1954 y 1955 se adquiere 1 Lockheeed L-1049E y 1 Lockheed L-1049G Super Constellation. Los 3 Constellations tenían por nombres Simón Bolívar, Rafael Urdaneta y José Martí.
Todo parecía prosperar notablemente, incluso se firmaron pedidos por el primer jet comercial de pasajeros, el De Havilland Comet (modelo 1A), pero debido a sus accidentes en 1954, nunca recibió alguna unidad. Pero a partir de 1956, los buenos tiempos se terminaron debido a unos acontecimientos que desviarían el curso de la empresa.

### Accidentes
- En junio de 1956, uno de sus L-1049E Super Constellation se estrelló en el mar frente a la costa de Nueva Jersey con 75 fallecidos (vuelo 253), fue el peor accidente de la empresa

- En noviembre del mismo año, otro Lockheed Constellation, esta vez el L-749 José Martí se estrella en el cerro El Ávila en Caracas cuando provenía de Nueva York arrojando 24 fallecidos (vuelo 253)

- Para 1958, el restante de los Constellation, el L-1049G Simón Bolívar se estrella en Altos de Cedro arrojando 24 fallecidos.

Tras estos accidentes más las pérdidas y deudas que venía adquiriendo la empresa, Aeropostal se dedicó exclusivamente a vuelos nacionales, mientras que los internacionales fueron asignados a Viasa.

### Primer cese de operaciones, adquisición y nuevos dueños
En el año 1994 sus operaciones comerciales cesaron, en un esfuerzo del Gobierno Nacional por reducir los gastos del gobierno, por lo que en 1996 Aeropostal fue adquirida por la Corporación Alas de Venezuela, empresa de capital 100 % privado, reiniciando sus operaciones el 7 de enero de 1997. Los vuelos hacia Estados Unidos comenzaron en julio de 1998 y a España en noviembre de 2001 a través de un acuerdo de código compartido con la aerolínea española Air Europa, el cual ya no se encuentra vigente. En la actualidad, la empresa ha vuelto a ser de propiedad pública, luego de que el gobierno venezolano confiscara los bienes de la familia Makled Al chaer, acusados de presunto narcotráfico y homicidio, entre otros diversos cargos en Venezuela y Estados Unidos, donde uno de los dueños reconoció parte de los cargos.

## Crisis económica y laboral
Durante el mes de diciembre del año 2007 Aeropostal se enfrentó una grave crisis económica y laboral después de que los empleados tomaran la huelga como posible solución para que la empresa asumiera los compromisos laborales respecto a las prestaciones sociales y utilidades que les correspondían. Al mismo tiempo el Instituto Nacional de Aeronáutica Civil (INAC) habría restringido a Aeropostal para que expidiera boletos aéreos, lo que complicaba mucho más a la empresa debido a la falta de liquidez en el sistema financiero de la misma.
Según declaraciones de Aeropostal, la principal causa que ha llevado a los usuarios a esperar más de 10 horas en el Aeropuerto Internacional de Maiquetía Simón Bolívar y en el Aeropuerto Internacional Arturo Michelena de la ciudad de Valencia, sus principales centros de conexiones, es la falta de combustible y la ineficiencia del sistema de otorgamiento de divisas que cae bajo la responsabilidad de la Comisión de Administración de Divisas (CADIVI);[cita requerida] de hecho, Aeropostal tuvo la necesidad de suspender entre junio y septiembre de 2007 las frecuencias hacia varios destinos internacionales como Lima, Medellín y La Habana, dejando los destinos más comerciales como los del Caribe y los Estados Unidos.
Para finales del 2007, la empresa había reducido drásticamente la flota de aviones que tenía en servicio, pasando de 22 aeronaves a 3, que prestaban servicio en las rutas nacionales; y provocando retrasos en los itinerarios nacionales y cientos de quejas de los usuarios, más la presión de los trabajadores hicieron que el Instituto Nacional de Aeronáutica Civil mantenga a esta aerolínea en una constante revisión de sus operaciones.
A inicios del año 2008, la aerolínea fue vendida a un grupo de inversores venezolanos denominado Grupo Makled; los hermanos Makled fueron posteriormente llevados a juicio y encarcelados por múltiples delitos financieros, y la empresa pasó a manos del INAC. En la actualidad está nacionalizada al 90 %, es decir, que está en manos del Estado Venezolano.
El 17 de marzo de 2011, un artículo del portal web de la emisora de radio venezolana Radio Mundial, dio a conocer que el presidente venezolano Hugo Chávez admitió la compra de la primera aerolínea del país, a raíz del escándalo por narcotráfico de los hermanos Makled hasta ese mometo principales accionistas de la aerolínea.
El 5 de enero de 2016, el Instituto Nacional de Aeronáutica Civil retiró el impedimento que le había impuesto a la empresa para expedir boletos; no obstante, ya la mencionada empresa había informado que durante el mes de enero vendería boletos en todas las rutas que tiene en Venezuela. El órgano regulador corroboró que Aeropostal tenía una deuda con los trabajadores de más de Bs.F 180 000 000, unos 83 000 000 USD, y aunque no presentaron fianza ante el Ministerio del Poder Popular para el Trabajo, Aeropostal se comprometió a cancelar tal deuda y a su vez a liberar la mora que tiene con el Aeropuerto en materia de impuestos y tarifas por operaciones aéreas que ascendía a los Bs.F. 12 000 000, unos 5 500 000 USD.

## Segundo cese de operaciones
El 24 de agosto de 2017 Aeropostal cesó temporalmente sus operaciones después de 88 años de servicio debido al vencimiento del certificado de vuelo de la aeronave YV2957, la falta de divisas para operar vuelos nacionales y la falta de repuestos para los aviones debido a la crisis económica, que dejaba a la aerolínea con un solo avión disponible.
Aeropostal comunicó en su página de internet que todos los boletos comprados después del 25 de septiembre serían reembolsados llamando a su línea de atención al cliente. El 24 de septiembre de 2017 Aeropostal realizó su última ruta Porlamar Maracaibo.
Un mes antes Aeropostal entró en crisis debido a que la póliza de seguro se venció, lo que forzó a que el INAC obligara a que su único avión en servicio se quedara en tierra dejando a 120 pasajeros que se dirigían a Maracaibo varados en el Aeropuerto Internacional de Maiquetía.
Aeropostal reembolsó el dinero a lo pasajeros y los mandó a Maracaibo en autobús. Tras ese problema la aerolínea operó pocos vuelos a Maracaibo Caracas y Porlamar, el 24 de septiembre esos pocos vuelos se terminaron.

## Reanudación de operaciones
El 8 de agosto de 2018 luego de casi un año en tierra, reactiva operaciones con la apertura de una ruta hacia La Habana desde el Aeropuerto Internacional de Maiquetía con tres frecuencias semanales.

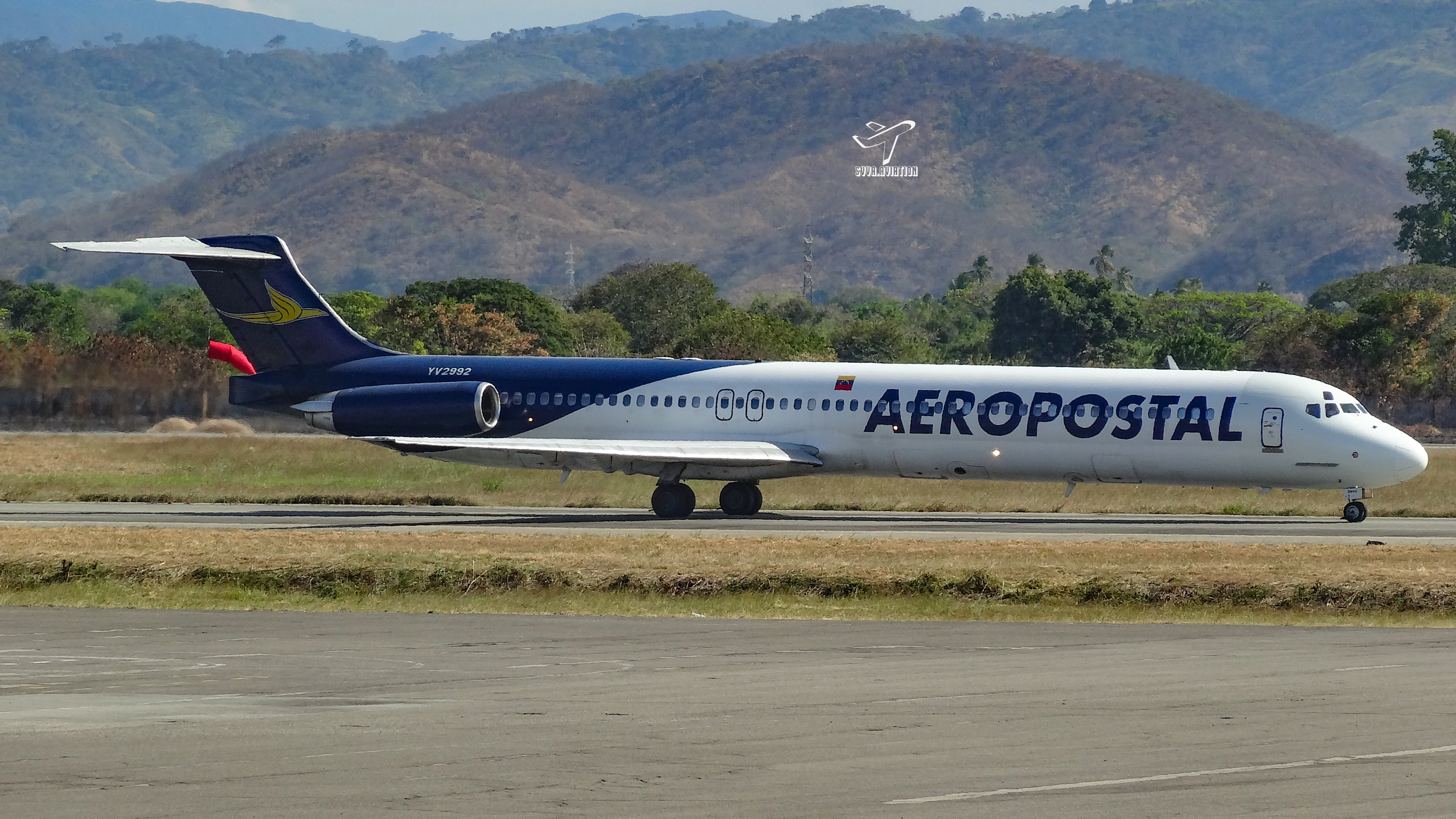
Aeropostal MD-82 (YV2992) en el Aeropuerto Internacional Arturo Michelena.

En abril de 2025, Aeropostal ofrece vuelos a cuatro destinos nacionales: Caracas , Valencia , Porlamar y El Vigía.

## Flota
| Aeronaves               | Activos | Estacionado | Pedidos | Pasajeros                                         | Pasajeros                                         | Pasajeros                                         | Matrículas                                        | Antigüedad                                        | Notas                                             |
| Aeronaves               | Activos | Estacionado | Pedidos | C                                                 | Y                                                 | Total                                             | Matrículas                                        | Antigüedad                                        | Notas                                             |
| ----------------------- | ------- | ----------- | ------- | ------------------------------------------------- | ------------------------------------------------- | ------------------------------------------------- | ------------------------------------------------- | ------------------------------------------------- | ------------------------------------------------- |
| McDonnell Douglas MD-82 | 1       | —           | 1       | 12                                                | 128                                               | 140                                               | YV2992 «El cumanés»                               | 32,5 años                                         | Activo.                                           |
| McDonnell Douglas MD-82 | 1       | —           | 1       | 16                                                | 124                                               | 140                                               | YV3498                                            | 34,8 años                                         | Proximo a entrar en linea de vuelo.               |
| Total                   | 1       | —           | 1       | Edad media de la flota (abril de 2025): 32,5 años | Edad media de la flota (abril de 2025): 32,5 años | Edad media de la flota (abril de 2025): 32,5 años | Edad media de la flota (abril de 2025): 32,5 años | Edad media de la flota (abril de 2025): 32,5 años | Edad media de la flota (abril de 2025): 32,5 años |

## Destinos
| País      | Destinos                  | Aeropuertos                                         | Desde              |
| --------- | ------------------------- | --------------------------------------------------- | ------------------ |
| Venezuela | Caracas, Distrito Capital | Aeropuerto Internacional de Maiquetía Simón Bolívar | Porlamar           |
| Venezuela | Porlamar, Nueva Esparta   | Aeropuerto Internacional del Caribe Santiago Mariño | Caracas y Valencia |
| Venezuela | Valencia, Carabobo        | Aeropuerto Internacional Arturo Michelena           | Porlamar           |

### Antiguos destinos
| Países               | Destinos                | Aeropuertos                                     |
| -------------------- | ----------------------- | ----------------------------------------------- |
| Aruba                | Oranjestad              | Aeropuerto Internacional Reina Beatrix          |
| Colombia             | Bogotá                  | Aeropuerto Internacional El Dorado              |
| Colombia             | Cúcuta                  | Aeropuerto Internacional Camilo Daza            |
| Curazao              | Willemstad              | Aeropuerto Internacional Hato                   |
| Ecuador              | Guayaquil               | Aeropuerto Internacional José Joaquín de Olmedo |
| España               | Madrid                  | Aeropuerto de Madrid-Barajas                    |
| Estados Unidos       | Chicago                 | Aeropuerto Internacional O'Hare                 |
| Estados Unidos       | Miami                   | Aeropuerto Internacional de Miami               |
| Estados Unidos       | Nueva York              | Aeropuerto Internacional John F. Kennedy        |
| Panamá               | Ciudad de Panamá        | Aeropuerto Internacional de Tocumen             |
| Perú                 | Lima                    | Aeropuerto Internacional Jorge Chávez           |
| Portugal             | Lisboa                  | Aeropuerto de Lisboa                            |
| República Dominicana | Santo Domingo           | Aeropuerto Internacional Las Américas           |
| Trinidad y Tobago    | Puerto España           | Aeropuerto Internacional de Piarco              |
| Venezuela            | Barquisimeto            | Aeropuerto Internacional Jacinto Lara           |
| Venezuela            | Ciudad Guayana          | Aeropuerto Internacional Manuel Piar            |
| Venezuela            | Cumaná                  | Aeropuerto Internacional Antonio José de Sucre  |
| Venezuela            | Las Piedras             | Aeropuerto Internacional Josefa Camejo          |
| Venezuela            | Maracaibo               | Aeropuerto Internacional de La Chinita          |
| Venezuela            | Maturín                 | Aeropuerto Internacional José Tadeo Monagas     |
| Venezuela            | Mérida                  | Aeropuerto Alberto Carnevalli                   |
| Venezuela            | Puerto Cabello          | Aeropuerto General Bartolomé Salom              |
| Venezuela            | San Antonio del Táchira | Aeropuerto Internacional Juan Vicente Gómez     |
| Venezuela            | San Cristóbal           | Aeropuerto Internacional de Santo Domingo       |

## Antigua flota

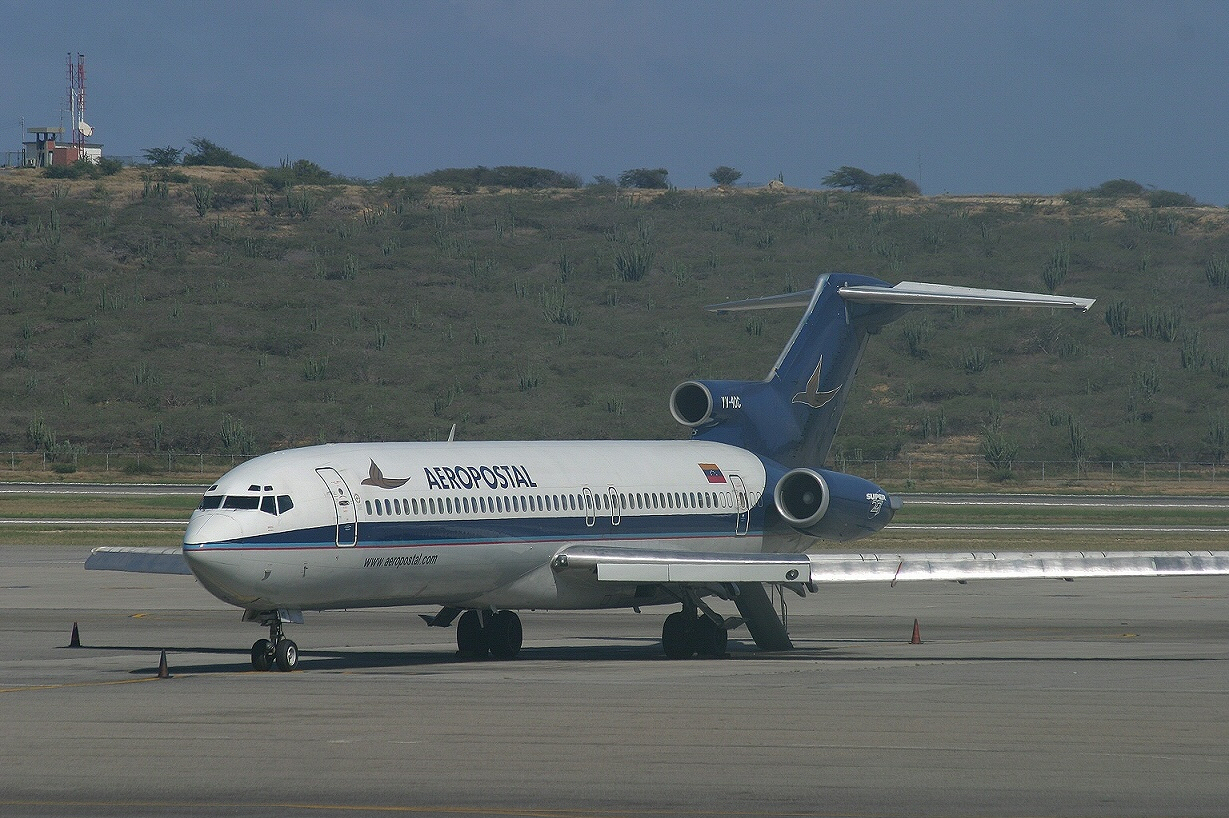
Boeing 727-200 (Super 27) de Aeropostal, ya retirado de la flota en 2009.

| Aeronaves                            | Total | Introducido | Retirado | Matrículas |
| ------------------------------------ | ----- | ----------- | -------- | --- |
| Airbus A310                          | 2     | 1998        | 2000     | F-OHPU y F-OHPV |
| Airbus A320-200                      | 5     | 1998        | 2001     | N347TM, N304ML, N447TM, EI-TLO y EI-TLP |
| Boeing 727-200                       | 10    | 1998        | 2006     | YV-17C, N280US, YV-40C, N64346, N54348, YV-41C, YV-18C, N79749, N79750 y N702NE |
| Boeing 737-300                       | 1     | 2004        | 2004     | N371FA |
| Boeing 767-300ER                     | 1     | 2002        | 2002     | EC-HPU |
| Bristol 170 Freighter                | 1     | 1947        | 1948     | G-AGVC |
| Curtiss C-46 Commando                | 3     | 1951        | 1976     | YV-C-AML, YV-C-AMR (re-reg. YV-16C) y YV-C-AMK |
| De Havilland Canadá DHC-6 Twin Otter | 7     | 1977        | 1988     | YV-26C, YV-27C, YV-28C, YV-29C, YV-30C, YV-31C y YV-34C |
| Douglas DC-3/C-47                    | 38    | 1945        | 1979     | YV-AGU, YV-AKA (re-reg. YV-C-AKA), YV-C-AMG (re-reg. YV-14C), YV-C-AFA, YV-ALE (re-reg. YV-C-ALE), YV-AKU (re-reg. YV-C-AKU), YV-AKE (re-reg. YV-C-AKE), YV-C-AZS, YV-ALU (re-reg. YV-C-ALU), YV-C-AMF, YV-ALI (re-reg. YV-C-ALI), YV-C-AKO, YV-C-ALA, YV-C-AMU, YV-C-AZR, YV-AGI (re-reg. YV-C-AGI), YV-C-ANG, YV-ANA (re-reg. YV-C-ANA), YV-C-AZV, YV-C-AFO, YV-C-AMQ, YV-C-AZK (re-reg. YV-12C), YV-C-AZT, YV-C-AZJ, YV-C-ACO, YV-AZO (re-reg. YV-C-AZO), YV-C-AMH, YV-C-AZX, YV-AZQ (re-reg. YV-C-AZQ), YV-C-AMD, YV-C-ANH, YV-AZC (re-reg. YV-C-AZC, YV-C-AFE, YV-C-AKE, YV-C-AZI (re-reg. YV-AZI), YV-C-AZY, YV-C-AZF y YV-C-AZA                                               |
| Douglas DC-4/C-54                    | 4     | 1946        | 1947     | YV-AHU, YV-AJA, YV-AJI y YV-AHE |
| Hawker Siddeley HS 748               | 10    | 1955        | 1987     | YV-C-AMC, YV-C-AME (re-reg. YV-04C), YV-C-AMI (re-reg. YV-05C), YV-C-AMO (re-reg. YV-06C), YV-C-AMY, YV-C-AMF (re-reg. YV-07C), YV-C-AMC (re-reg. YV-08C), YV-39C, YV-45C y YV-46C |
| Howard DGA-15                        | 1     | 1940        | 1945     | YV-AFE |
| Latécoère 28                         | 5     | 1934        | 1940     | YV-ABO, YV-ABU, YV-ABA, YV-ABE y YV-ABI |
| Lockheed Modelo 10 Electra           | 8     | 1936        | 1946     | YV-ACE, YV-ACI, YV-ACO, YV-ACU, YV-ADA, YV-ADE, YV-ADU y YV-AFA |
| Lockheed Modelo 18 Lodestar          | 5     | 1939        | 1953     | YV-C-AGE, YV-AFI, YV-AFO, YV-ADI y YV-ADO |
| Lockheed L-049 Constellation         | 6     | 1946        | 1963     | YV-C-AME, YV-C-AMI, YV-C-ANB, YV-C-ANC, YV-C-AND y YV-C-ANE |
| Lockheed L-1049 Super Constellation  | 4     | 1954        | 1963     | YV-C-AMS, YV-C-AMT, YV-C-AME y YV-C-AMI |
| Lockheed L-749 Constellation         | 2     | 1947        | 1958     | YV-C-AMA y YV-C-AMU |
| Martin 2-0-2                         | 2     | 1947        | 1960     | YV-C-AMB y YV-C-AMC |
| McDonnell Douglas DC-9               | 38    | 1972        | 2013     | YV-46C (re-reg. YV141T), YV-48C (re-reg. YV142T), YV-03C, YV-18C, YV-C-ANV (re-reg. YV-02C), YV-C-LEV (re-reg. YV-51C y YV-300C), YV-82C, YV-13C, YV-11C, YV-C-AAA (re-reg. YV-01C y YV-69C), YV-12C, YV-19C, YV-47C, YV-46C (re-reg. YV141T), YV-49C (re-reg. YV143T), YV-42C (re-reg. YV138T), N672MC, YV-44C (re-reg. YV140T), YV-43C (re-reg. YV139T), YV-22C (re-reg. YV1122), YV-20C (re-reg. YV1120), YV-35C, YV-10C (re-reg. YV135T), YV-21C (re-reg. YV1121), YV-23C, YV-25C (re-reg. YV1124), YV-24C (re-reg. YV1123), N674MC, OH-LYR, OH-LYS, YV-14C (re-reg. YV136T), YV-37C (re-reg. YV1127), YV-32C, YV-15C (re-reg. YV137T), YV-33C (re-reg. YV1126), YV-40C y YV-41C |
| McDonnell Douglas MD-83              | 12    | 1986        | 2015     | YV571T, N932RD, YV253T, YV-36C, YV-38C, EI-BTV, YV-39C, YV-43C, YV-42C, YV-01C (re-reg. YV130T), N836NK y YV-44C |
| McDonnell Douglas MD-82              | 4     | 2009        | ___      | YV2957, YV3097, YV2793 y YV3285 |
| Vickers Viscount                     | 7     | 1956        | 1976     | YV-C-AMB, YV-C-AMT, YV-C-AMV, YV-C-AMX, YV-C-AMY (re-reg. YV-C-AMZ), YV-C-AMU y 9Y-TBX |

## Accidentes e incidentes

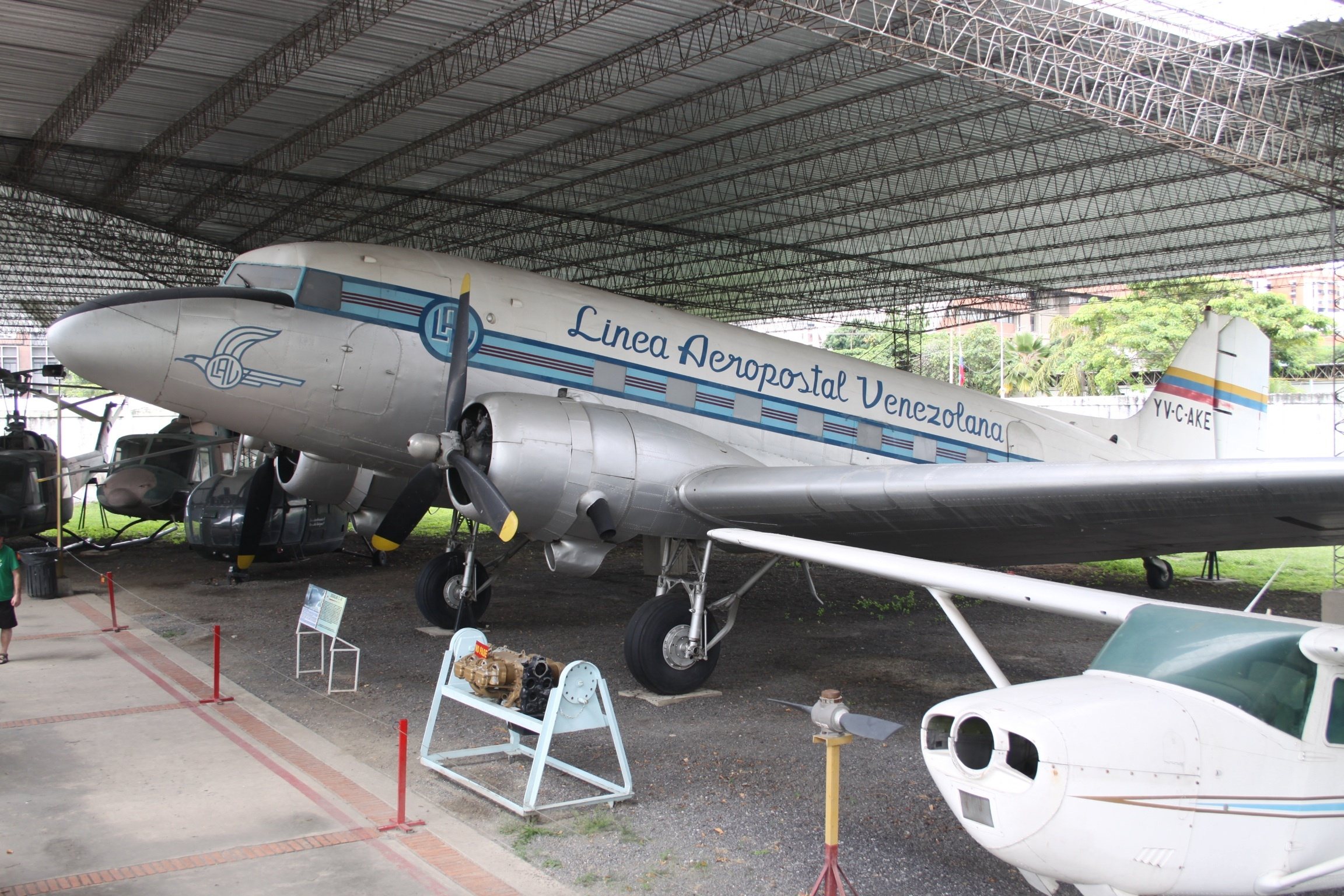
DC-3 de Aeropostal en el Museo Aeronáutico de Maracay.

Aeropostal ha tenido a lo largo de su historia un total de 25 accidentes e incidentes desde el 23 de abril de 1937, contabilizando un total de 326 víctimas mortales. Aquí se muestran los accidentes más recientes 
- El 23 de mayo de 1970 un Curtis C-46 con las siglas YV-AMK. Luego de concluir con el mantenimiento programado en COOPESA en el Aeropuerto Juan Santamaría (Costa Rica) realizó un vuelo de comprobación y se produjo un incendio provocando que la aeronave se estrellara a 1 km al este de Isla San Lucas, en el Golfo de Nicoya en Puntarenas, los 3 pilotos y 4 pasajeros fallecieron.

- El 24 de enero de 1971 el vuelo 359 de Aeropostal, un Vickers Viscount 749, siglas YV-C-AMV, se estrelló en el Páramo del Canario, en el estado Mérida. Murieron 17 personas y 31 personas resultaron heridas.

- El 14 de agosto de 1974 un Vickers Viscount 749, siglas YV-C-AMX, se estrelló en el Cerro El Piache, en la Isla de Margarita. Fallecieron 48 personas a bordo y el copiloto, que resultó herido, murió a la semana de este accidente.

- El 3 de marzo de 1978 un Avro 748, siglas YV-45C, cayó al mar en Macuto, luego de despegar del Aeropuerto Internacional de Maiquetía Simón Bolívar, rumbo a Cumaná. Murieron 47 personas a bordo.

- El 29 de julio de 1984, el vuelo 252 iba desde Caracas a Curazao cuando dos hombres armados, uno de Haití y uno de nacionalidad dominicana secuestraron el avión con 82 personas a bordo. Los secuestradores exigieron dinero, armas y un helicóptero para sacar a cinco rehenes de la aeronave, y también amenazaron con volar el avión. El avión fue tomado por asalto por un comando de la DISIP venezolana, acabando con los secuestradores muertos, y todos los rehenes fueron puestos en libertad, poniendo fin a la crisis que duró 3 días.

- El 5 de marzo de 1991 el vuelo 109 de Aeropostal operado por un McDonnell Douglas DC-9-32, siglas YV-23C, se estrelló en el Páramo de Los Torres, estado Trujillo, luego de despegar del Aeropuerto Internacional de La Chinita de Maracaibo, con destino a Santa Bárbara del Zulia. Murieron sus 45 pasajeros y la causa del accidente fue por error de los pilotos al utilizar una ruta inapropiada (la del páramo).

- El 2 de abril de 1993 un DC-9, siglas YV-03C, cayó al norte de Isla la Blanquilla, Dependencias Federales Venezolanas, luego de despegar del Aeropuerto Internacional del Caribe Santiago Mariño de Porlamar. El avión estaba haciendo un vuelo de prueba. Sus 11 ocupantes fallecieron.

- El 6 de marzo de 2008, un avión McDonnell Douglas MD-80, matrícula N905TA, que realizaba el vuelo VH501 de Miami a Caracas operado por Falcon Air Express fue obligado a aterrizar en el Aeropuerto Internacional Arturo Michelena de Valencia a las 10:30 horas debido a la sospecha de una fuga hidráulica en el lado derecho del avión.

- El 21 de julio de 2011, un avión McDonnell Douglas DC-9-50 con destino a Puerto Ordaz tuvo que regresarse a su punto de partida, el Aeropuerto Internacional de Maiquetía Simón Bolívar, de donde había partido, sin embargo, tuvo que regresarse a la terminal aérea supuestamente por una falla en el tren de aterrizaje de nariz, la aeronave, matrícula YV139T, viajaba con 105 pasajeros y 5 tripulantes, los cuales resultaron ilesos.

- El 26 de septiembre de 2011, un avión McDonnell Douglas DC-9-50, vuelo 342, matrícula YV136T, procedente del Aeropuerto Internacional de Maiquetía Simón Bolívar de Caracas, al aterrizar en el Aeropuerto Internacional Manuel Piar de Puerto Ordaz a las 08:55 a. m., se le desprendieron las dos turbinas al momento de que el avión tocara pista. El avión transportaba 125 pasajeros y 5 tripulantes, de los cuales todos salieron ilesos.